# Nicolás de Cárdenas y Rodríguez
Nicolás de Cárdenas y Rodríguez de la Barrera (Limonar, 1814-La Habana, 4 de julio de 1868) fue un escritor y periodista cubano, hermano del también escritor José María de Cárdenas y Rodríguez.

## Biografía
Nacido en 1814 en el municipio cubano de Limonar, era hijo de José María de Cárdenas y Chacón. Fue redactor de La Prensa, Habana, 1841; de Diario de la Habana, Habana, 1841 y de Faro Yndustrial de la Habana, Habana, 1842, ejerciendo fundamentalmente la crítica teatral. Dirigió la sección de declamación del Liceo de La Habana en 1848. En marzo de 1866 fue nombrado archivero. Escribió narrativa, poesía y teatro. Su drama Diego Velázquez, en cuatro actos y en prosa, nunca pasó la censura. Bajo el pseudónimo "Un cubano ausente de su patria" publicó Ensayos poéticos, Nueva York, 1836 y con el de Teodemófilo Escenas de la Vida en Cuba, Habana, 1841. Falleció en 1868.

## Obras
- Las dos bodas, novela original, HabanaDiego Velázquez, drama en cuatro actos y en prosa', 1844
- Diego Velázquez, drama en cuatro actos y en prosa.
- Ensayos poéticos, Nueva York, 1836.
- Carmen, 1841, novela
- Escenas de la Vida en Cuba, Habana, 1841.
- Manual del sistema vigente de contribuciones en la isla de Cuba, Habana [s.n.] 1867.
- Hatuey, leyenda inédita.